# Hubert Cecil Booth
Hubert Cecil Booth (ur. 4 lipca 1871 w Gloucester, zm. 14 stycznia 1955 w Croydon) – brytyjski inżynier, przedsiębiorca i wynalazca, twórca jednego z pierwszych odkurzaczy.

## Życiorys
Hubert Cecil Booth urodził się 4 lipca 1871 roku w Gloucester. Uczył się w Gloucester County School, a następnie od 1889 roku uczył się zawodu inżyniera w Central Technical College w Londynie. Pracę zawodową rozpoczął w biurze projektowym Maudslay, Sons and Field. Od 1894 do 1898 roku był zaangażowany w projektowanie diabelskich młynów do parków rozrywki w Londynie, Blackpool, Paryżu i Wiedniu. Od 1900 roku ponownie pracował w Londynie.
Brał udział w prezentacji odkurzacza do wagonów kolejowych, który zdmuchiwał kurz w powietrze. Zawiedziony jego małą użytecznością zdecydował o zbudowaniu urządzenia wciągającego kurz. Jako dowód na osiągalność tego celu przeprowadził dla siebie eksperyment, w którym wciągnął kurz przez serwetkę do nosa. W 1901 roku zbudował model odkurzacza i założył British Vacuum Cleaner and Engineering Co, która wynajmowała odkurzacze. 30 sierpnia 1901 roku otrzymał brytyjski patent na odkurzacz w formie urządzenia napędzanego silnikiem spalinowym i umieszczonego na ramie wozu konnego, z którego wyprowadzano długie rury, którymi przez okna odkurzano budynki. Urządzenie było tak głośne, że płoszyło konie w okolicy, a ludzie nazywali je „Sapiący Wojtek” (ang. Puffing Billy). Booth jako pierwszy wysunął ideę, by odkurzacz wciągał kurz, on też nazwał maszynę vacuum cleaner, czyli dosłownie czyścicielem próżniowym, choć w rzeczywistości nie powstawała w nim próżnia. W tym samym roku amerykański wynalazca David T. Kenney opracował podobne urządzenie, jednak instalowane na stałe w piwnicy. Booth nie uważał się za twórcę pierwszego odkurzacza, rościł sobie jedynie pretensje do bycia twórcą jego współczesnej angielskiej nazwy.
Już w kolejnym roku Booth zyskał rozgłos, gdy jego maszyny czyściły dywany przed koronacją Edwarda VIII, a para królewska zamówiła dwa egzemplarze na własność. Od 1903 do 1940 roku pracował ponownie przy projektach inżynierskich, projektując stalowe mosty kolejowe i inne obiekty. W czasie I wojny światowej zainstalował wiele odkurzaczy w fabrykach pracujących z materiałami wybuchowymi oraz projektował konstrukcje stalowe dla fabryk i budynków. Jest autorem licznych mostów w Birmie, Indiach i Południowej Afryce.
Zmarł 14 stycznia 1955 roku w Croydon.